# Deutsches Zweirad- und NSU-Museum

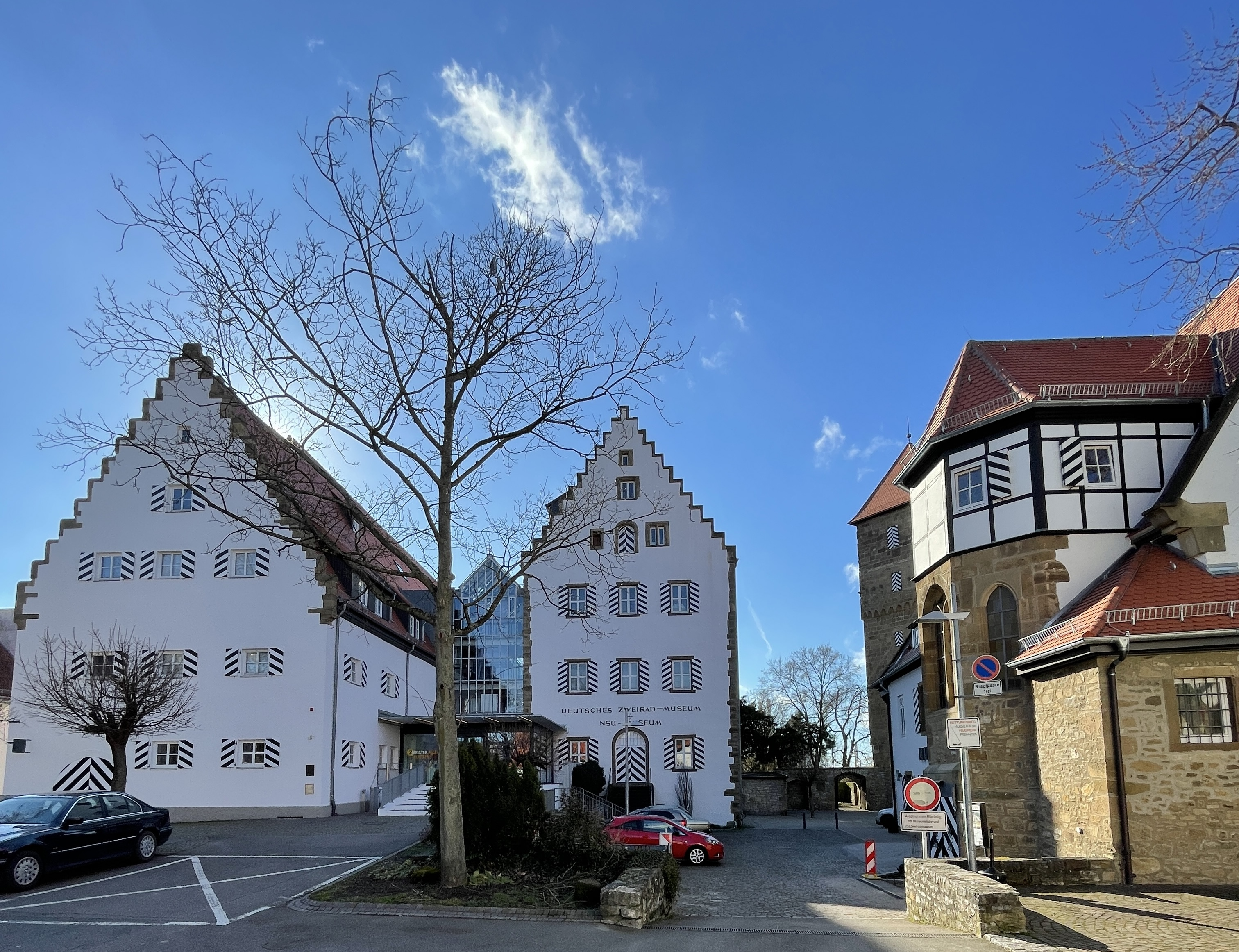
Das Deutsche Zweirad- und NSU-Museum Neckarsulm befindet sich im historischen Deutschordensschloss

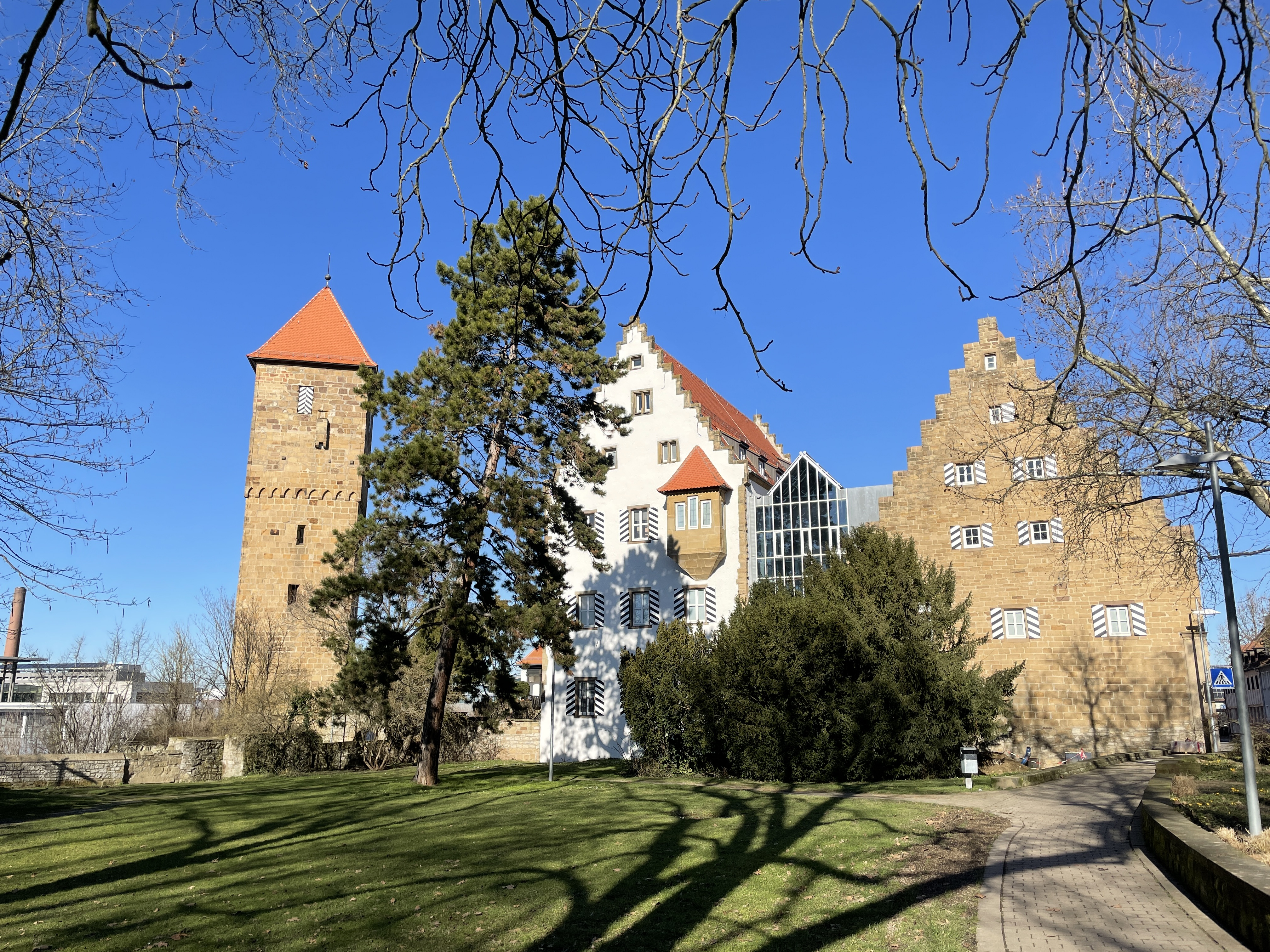
Deutsches Zweirad- und NSU-Museum Neckarsulm von der Parkseite

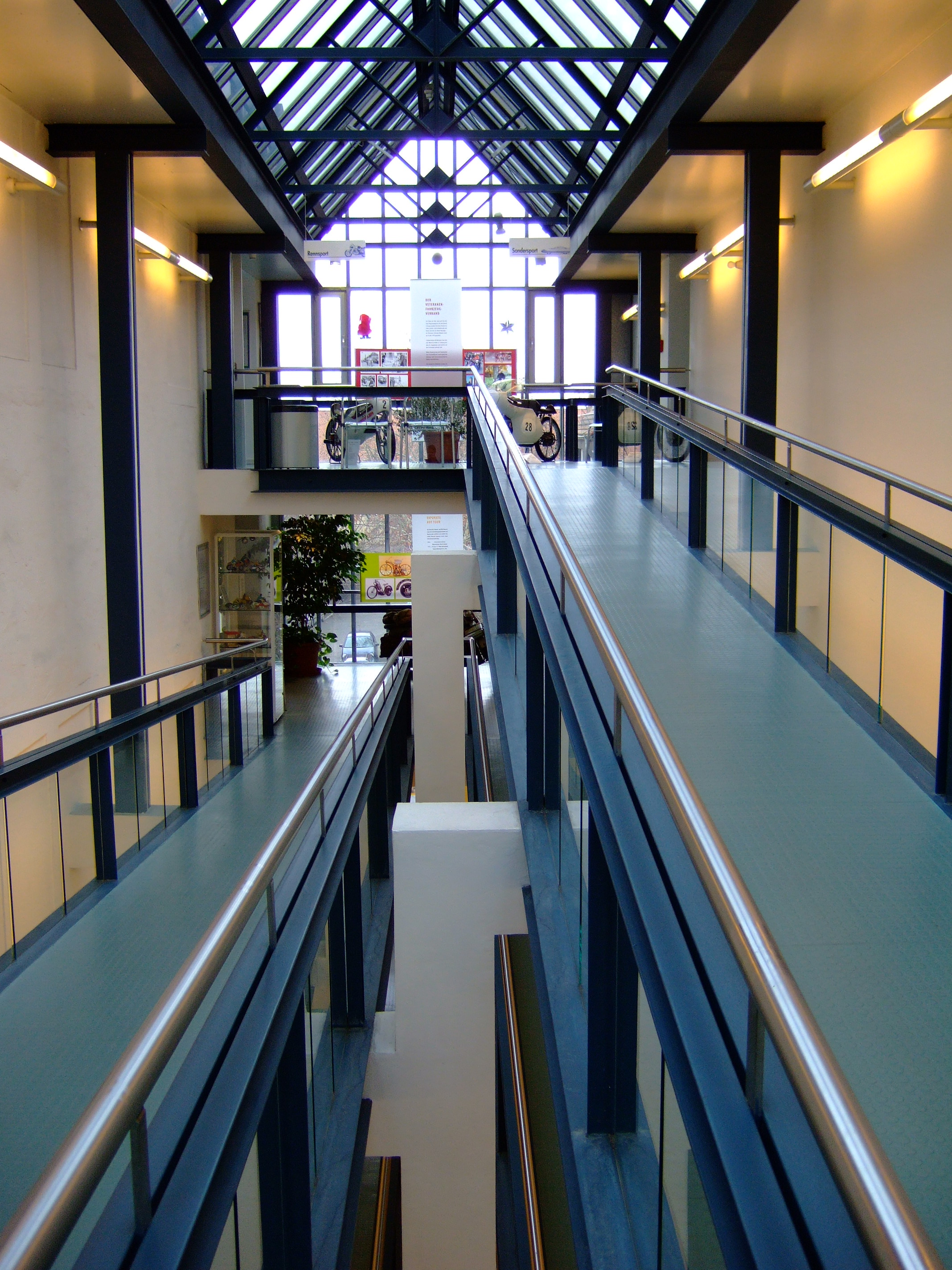
Das moderne Rampentreppenhaus verbindet die beiden historischen Gebäude

Das Deutsche Zweirad- und NSU-Museum (seit 2022 auch Deutsches Motorradmuseum DEMOMU) in Neckarsulm ist mit etwa 400 Ausstellungsstücken auf knapp 2000 m² Ausstellungsfläche und sechs Etagen eine der größten historischen Zweiradsammlungen dieser Art in Deutschland. Das 1956 eröffnete Museum ist das älteste Motorradmuseum Deutschlands und zeigt anhand einer Sammlung von 140 Motorradmarken und 45 Fahrradherstellern die Entwicklung des Zweirades von den Anfängen des Fahrrades über historische Motorräder bis hin zu modernen Rennmaschinen und Geschwindigkeitsrekordmaschinen. Es befindet sich im ehemaligen Deutschordensschloss. Das NSU-Museum dokumentiert die Geschichte der Marke NSU, die in Neckarsulm hergestellt wurde. Seit 2022 firmiert das Museum auch unter dem Namen Deutsches Motorradmuseum Neckarsulm.

## Geschichte des Museums
Seit 1991 beherbergt das Deutsche Zweirad- und NSU-Museum auf einer Fläche von knapp 2000 m² mit rund 400 Exponaten eine der größten Zweiradsammlungen Deutschlands und die größte öffentliche NSU-Sammlung der Welt. Mit 140 Motorradmarken bietet das Museum einen guten Überblick über die Geschichte der Mobilität auf zwei Rädern.
Bereits bei der Eröffnung am 19. Mai 1956 wurde das „Deutsche Zweiradmuseum“ in Neckarsulm von den Festrednern als „Forschungsstätte für Fachleute“ und „Anziehungspunkt für den Tourismus“ bezeichnet. Zahlreiche Prominenz war am Pfingstwochenende beim großen Festakt zugegen. Nach Neckarsulm waren neben Vizekanzler Franz Blücher auch der baden-württembergische Innenminister a. D. Fritz Ulrich sowie Edward Douglas-Scott-Montagu, 3. Baron Montagu of Beaulieu, der vier Jahre zuvor das National Motor Museum (damals noch Montagu Motor Museum) mit historischen Fahrzeugen im englischen Beaulieu gegründet hatte, gekommen. Lord Montagu war bei der Gründung des Neckarsulmer Museums ebenso beratend tätig gewesen wie Oberkonservator Max Rauck vom Deutschen Museum in München.
Vor hunderten Schaulustigen betonte Blücher auf dem Museumsvorplatz, dass das Zweirad „einmal einer Jugend Gelegenheit gab, sich die Umwelt und die Lande außerhalb der Grenzen zu erobern“ und es jetzt vornehmlich dazu da sei, „um die Arbeiterschaft schneller zur Arbeit zu führen“. Daraus resultierend solle das neue Museum einen Überblick geben über die Entwicklung des Zweirades, „ohne das unser Leben nicht mehr denkbar wäre“.
Neckarsulms Bürgermeister Hans Hoffmann hob ebenso wie der Direktor des Verbands der Zweiradindustrie Wenk hervor, dass das „Zweiradmuseum die Dokumentation des technischen Fortschritts“ zeige. Er verband mit der Gründung des Deutschen Zweiradmuseums die Hoffnung, dass es „zum Wahrzeichen der Motorenstadt und zum Zeugen weiterer Entwicklungen“ werden möge. Neben den Reden war der erste Korso von 133 historischen Fahrzeugen ein besonderes Ereignis für die Stadt, weitere sollten in den nächsten Jahren zusammen mit dem Veteranen Fahrzeug Verband folgen.
Überregionale Beachtung fand bei der Eröffnung der wagemutige Schritt, die Geschichte des Zweirades im historischen Gebäude des ehemaligen Deutschordensschlosses zu präsentieren. Schon zur Gründung war der zahlenmäßige Umfang der städtischen Sammlung herausragend und wurde durch Leihgaben aus Privatsammlungen und Firmenbesitz ergänzt. Zunächst wurden 70 Exponate auf 600 m² Ausstellungsfläche präsentiert.
In den 1970er Jahren investierte die Stadt in einen zweijährigen Innenausbau. Zum 25-jährigen Bestehen folgten weitere Modernisierungs- und Erweiterungsschritte auf 1200 m², da durch Neuerwerbungen die Ausstellungsfläche zunehmend zu eng geworden war. Ein erster Verbindungsbau zwischen den benachbarten Gebäuden entstand und der alte Weinkeller des Schlosses wurde zur Ausstellungsfläche.
Mit der Eröffnung einer eigenen NSU-Abteilung erhielt das Museum 1986 seinen heutigen Namen: „Deutsches Zweirad- und NSU-Museum Neckarsulm“ und die Sammlung war auf 200 Exponate angewachsen.
35 Jahre nach der Eröffnung des ersten Motorradmuseums in Deutschland, das von Beginn an immer wieder als Musterbeispiel für andere Sammlungen diente, hatte sich das Neckarsulmer Zweiradmuseum zur größten zusammenhängenden Sammlung ihres Genres in Deutschland entwickelt. Schon lange war es dem Museum allerdings innerhalb der Gemäuer des Deutschordensschlosses wieder zu eng geworden. Die räumliche Begrenztheit behinderte eine zeitgemäße Museumskonzeption, es fehlte an Weite, um wertvolle, seltene und kuriose Exponate entsprechend ihrer Bedeutung zu zeigen. Und so präsentierte sich nach über einem Jahr Bauzeit 1991 ein völlig neues Museum. Mutig investierte die Stadt 5,9 Millionen DM in den Umbau, die Erweiterung und die Sanierung des Museums in Citylage. Das bis heute prägende moderne Glasrampenhaus verband nun die beiden historischen Gebäude Bandhaus und Amtshaus. Eine weitere Million wurde für die Ausstattung und die Museumskonzeption investiert, so dass eine moderne Museumsdidaktik umgesetzt werden konnte. Oberbürgermeister Erhard Klotz, der sich persönlich mit seiner Frau Madeleine um zahlreiche Leihgaben und die Ausstattung bemüht hatte, stellte bei der Eröffnung fest: „Unsere ganze Stadt hat einen neuen Glanzpunkt.“
Neckarsulm reagierte mit der Modernisierung des Deutschen Zweirad- und NSU-Museums somit früh und aktiv auf die in den 1990er Jahren entstandene, allgemeine Bewegung in Deutschland, bei Museen die Besucherorientierung in den Vordergrund zu stellen. Ein Museum durfte nicht länger als Musentempel für gebildete Schichten agieren, sondern musste zu einem offenen Lernort werden und unterschiedliche Zielgruppen ansprechen. Begleitende Texte sollten die inhaltliche Bedeutung der Ausstellungsobjekte erläutern, Exponate wurden inszeniert und elektronische Medien eingesetzt. Ziel der Neckarsulmer war es, ein lebendiges Museum zu schaffen, das nicht nur motorradbegeisterte Spezialisten, sondern jeden, der an Technik und Geschichte interessiert ist, für Einfallsreichtum und technische Tüfteleien zu begeistern. Bis heute werden daher der fantastische Ideenreichtum und der Erfindergeist, der Mut der Fahrer und die Auswirkungen auf unsere industrielle Gesellschaft und Mobilität dargestellt.
2007 wurde eine neue Sonderausstellungsfläche geschaffen und 2010 begann ein sukzessiver Modernisierungsprozess mit einer Umstrukturierung der Sammlung. Die Arbeit des Museumsteams erfolgte nun nach den ethischen Richtlinien des International Council of Museums (ICOM). Die Forschungs- und Archivarbeit des Museums ist weit über die Grenzen Neckarsulms hinaus bekannt und wird nahezu täglich – auch aus dem Ausland – abgefragt.
Ein Kino/Forum wurde geschaffen, das es ermöglicht, Gruppen zu begrüßen und Veranstaltungen durchzuführen. Ein Fünfjahreskonzept, das 2018 im Gemeinderat verabschiedet wurde, macht die Arbeit des Museums transparent. Den Anforderungen an Museen entsprechend, wurde neben den Hauptaufgaben Sammeln, Bewahren, Forschen ein weiterer Fokus auf die Vermittlung und Museumspädagogik gelegt. Heute werden die zahlreichen Besucher aus dem In- und Ausland in einem 2019 ansprechend gestalteten neuen Eingangsbereich begrüßt.
Schon seit Gründung des Museums ist ein wichtiger Teil der Arbeit die Teilnahme an historischen Fahrten und Rennen, Messen und Veranstaltungen, um die Sammlung auch außerhalb Neckarsulms bekannt zu machen. Ein umfangreiches Depot ergänzt als eine Art Schatzkammer die Dauerausstellung. Andere Museen und Institutionen leihen hier Exponate für ihre Ausstellungen aus, so dass das Museum auch außerhalb der Stadtgrenzen präsent ist. Zusätzlich bieten jährliche Sonderausstellungen weiterhin spannende neue Einblicke in die Technik- und Mobilitätsgeschichte auf zwei Rädern.
Das Deutsche Zweirad- und NSU-Museum Neckarsulm hat heute die Aufgabe, technische Zeugen der Mobilität auf zwei Rädern zu sammeln, zu bewahren, stetig zu erforschen und zu zeigen. Immer wieder lösen gesellschaftliche Veränderungen – gerade im Bereich der Mobilität -Fragen aus. Die technischen Zeitzeugen der Neckarsulmer Sammlung bergen dabei Geheimnisse und wertvolles Wissen über unsere gesellschaftliche und technische Geschichte. Um dieses zu entdecken, um darin eigene Geschichten zu erkennen und zu erleben, sind diese Sammlungen wichtig.
Das 1956 ausgerufene Ziel des Museums „Forschungsstätte für Fachleute“ und „Anziehungspunkt für den Tourismus“ zu sein, ist auch heute noch gültig. Die städtische Sammlung des Deutschen Zweirad- und NSU-Museums Neckarsulm umfasst weit über 1000 Exponate, nebst einem großen Ersatzteilbestand. In der Dauerausstellung sind aktuell 140 nationale und internationale Motorradmarken und 130 Fahrradhersteller vertreten. Die Sammlung ist – auch dank Leihgaben aus Privatsammlungen oder von Firmen – gekennzeichnet von hoher Qualität und Dichte und ein herausragendes Alleinstellungsmerkmal der Stadt Neckarsulm.

## Dauerausstellungen
Das Deutsche Zweirad- und NSU-Museum unterteilt seine Sammlung in sechs Abteilungen:
- Fahrradabteilung
- Geschichte der Mobilität auf zwei Rädern mit 140 Motorradmarken
- NSU-Museum mit über 80 Modellen
- Rennsportabteilung mit Sondersportbereich
- Kreidler-Werkssammlung
- Sonderausstellungsbereich mit Kino/Forum

### Fahrrad-Abteilung
An über 45 Modellen wird die Entwicklung des Fahrrades dokumentiert. Diese Abteilung beginnt mit den ersten Versuchen von Karl Drais, der 1817 seine zweirädrige Laufmaschine konstruierte. Der Franzose Pierre Michaux entwickelte diese Idee weiter, indem er die bisherige Laufmaschine mit einer Tretkurbel im Vorderrad ausstattete, welches das Zweirad in dauernder gleichmäßiger Bewegung hielt.
Diese Entwicklung des Fahrrades von der Drais’schen Laufmaschine über Hochräder der 1880er Jahre bis zu den ersten Niedersicherheitsfahrrädern kann anschaulich verfolgt werden. Weitere Kuriositäten, Entwicklungen unterschiedlichsten Antriebsformen (z. B. Kardanantrieb am Fahrrad) bis hin zu Rennmaschinen der Tour de France und Downhillmeisterrädern. Zusätzlich werden heutige Entwicklungen im E-Bike-Bereich präsentiert.
Im Treppenraum ergänzen erste Fahrräder mit Hilfsmotor vom Beginn des 20. Jahrhunderts die Geschichte der mobilen Entwicklung auf zwei Rädern.
Die Fahrradsammlung umfasst in Depot und Dauerausstellung aktuell 127 Fahrradmarken.

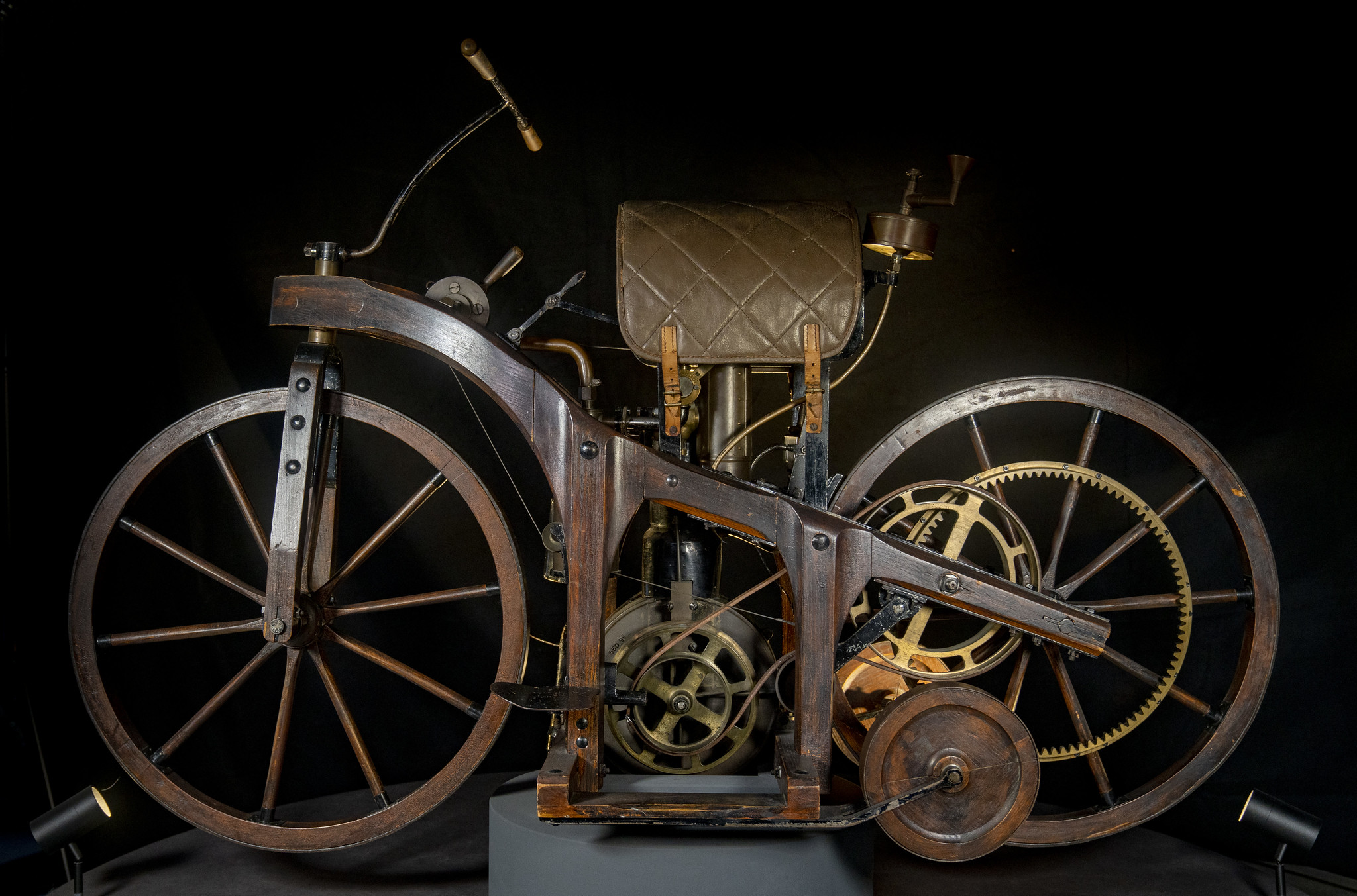
Gottlieb Daimlers Reitwagen von 1885, Nachbau

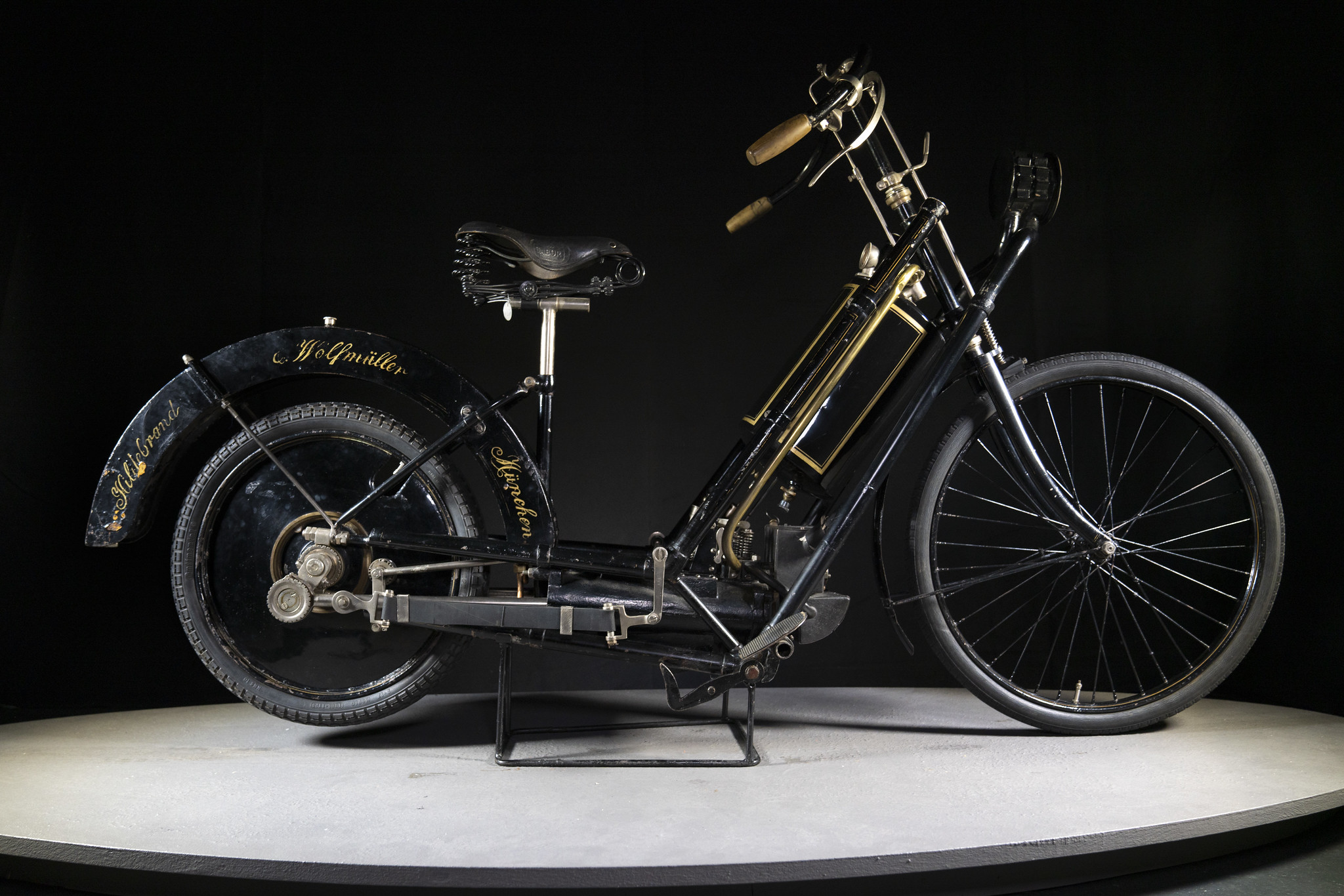
Hildebrand und Wolfmüller, Original von 1894

### Motorrad-Abteilung / Geschichte der Mobilität auf zwei Rädern
Die Motorradabteilung zeigt an über 140 nationalen und internationalen Marken einen Querschnitt über die gesamte Motorradgeschichte von 1885 bis heute. Gezeigt werden unter anderem viele Modelle von Herstellern wie: Adler, A.J.S., BMW, Benelli, Brough Superior, Cyclon, DKW, Douglas, Ducati, Hercules, Honda, Horex, Husqvarna, Gritzner Kayser, Kawasaki, Kreidler, Maico, Mars, Megola, Moto Guzzi, Moto Parilla, MV Agusta, MZ, Norton, Opel, Puch, Scott, Standard, Triumph, Victoria, Vincent, Wanderer, Windhoff, Yamaha oder Zündapp. Ein digitaler Überblick über die Highlights der Sammlung ist auf der Homepage zu sehen.
Ergänzt werden diese bekannten Namen durch Raritäten, zum Beispiel eine Megolapräsentation mit einer Renn-, einer Sport- und einer Straßenversion.
Der sogenannte „Reitwagen“ von Gottlieb Daimler und Wilhelm Maybach war das erste Zweirad mit Verbrennungsmotor, den sie 1885 in ein zweirädriges Holzgestell einbauten. Das Museum zeigt einen Nachbau dieses „Ur-Motorrades“. Zur selben Zeit hatte Carl Benz in Mannheim seinen dreirädrigen Motorwagen vorgeführt. In folgenden Jahren experimentierten die Brüder Heinrich und Wilhelm Hildebrand zusammen mit Alois Wolfmüller und dem Mechaniker Hans Geisenhof an motorgetriebenen Fahrzeugen. Sie konstruierten 1894 in München ein Zweirad mit Rohrrahmen, in das ein liegender Zweizylindermotor eingebaut war. Wolfmüller und Geisenhof erhielten für dieses Fahrzeug 1894 das Deutsche Reichspatent Nr. 78553, in dem erstmals der Name „Motorrad“ erwähnt wurde. Dies war das erste serienmäßig hergestellte Motorrad der Welt. Im Museum kann man das Original des Versuchsmodells – das sogenannte „Hildebrand und Wolfmüller“ – von 1894 und eines der ersten Serienmotorräder besichtigen.
Die weitere Entwicklung des Motorrads führte über die Stationen des 1901 gebauten „Neckarsulmer“ der NSU-Werke AG und des 1922 herausgebrachten Reichsfahrtmodell von DKW. Ausgestellt sind weiterhin sowohl Modelle fast vergessener Marken wie Cyklon, De Dion-Bouton oder Allright als auch Besonderheiten wie das Windhoff-Motorrad von 1928, eine Indian Four oder ein Nimbus-Motorrad, um nur einige wenige zu nennen. Mit über 140 Motorradmarken wird ein guter Überblick über die Entwicklung der Mobilität auf zwei Rädern präsentiert.
Des Weiteren sind eine Zündapp K800, die von der Wehrmacht genutzt wurde, eine BSA M20, die in der britischen Armee als Kradmeldermotorrad diente, oder das legendäre Kettenkrad HK 101 von NSU mit Opelmotor, zu sehen. Neben einer Standard Rex Sport von 1935, einer Sunbeam Modell 9 oder einer Dresch 500 von 1930 ist eines der besonderen Ausstellungsstücke eine Brough Superior 11.50 von 1939, die auch als „Rolls-Royce“ unter den Motorrädern bezeichnet wird und von Lawrence von Arabien gefahren wurde.
Weiterhin werden Motorräder der Nachkriegszeit präsentiert. Insbesondere sind hier Motorroller wie NSU Lambretta, Vespa, DKW Hobby oder Zündapp Bella zu sehen, die um eine Milchbar gruppiert sind. Neben deutschen Motorradmarken wie Adler, Horex, Triumph, Victoria, und Zündapp finden sich hier auch Motorräder italienischer Firmen – zum Beispiel Bianchi, Benelli und Ducati– und die wohl bekannteste amerikanische Firma Harley-Davidson. Auch viele japanische Motorradhersteller wie Kawasaki, Yamaha und Honda werden ausgestellt.
Als besonders interessante Stücke in dieser Abteilung sind neben einer Wankel Van Veen (es wurden nur 38 gebaut) und einer Hercules Wankel 2000, mit dem innovativen Wankelmotor, eine BMW K 1200 S aus dem Jahr 2006.
Die originale „Captain America“-Harley-Davidson aus dem Film „Easy Rider“ mit Peter Fonda wurde 1968 gestohlen. Ein 1987 von Jim Leonard in den USA gefertigter Nachbau mit einigen Abweichungen ist seit Anfang der 1990er Jahre im Museum.
Eine Übersicht über die Modelle findet sich im digitalen Archiv der Homepage des Museums unter www.demomu.de. Zusätzlich gibt es ab 2025 eine Soundbar mit zahlreichen Motorradsounds auf der Homepage.

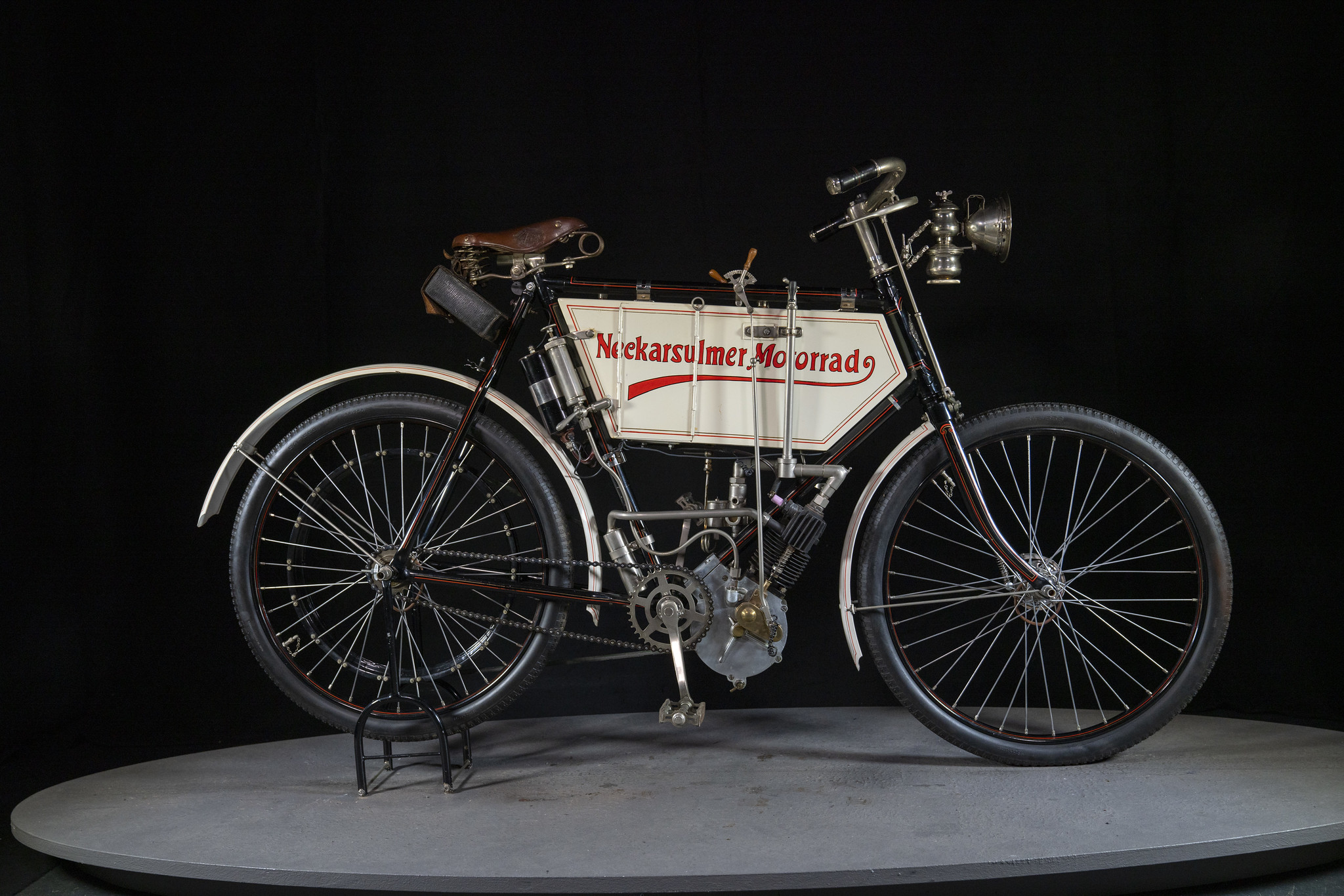
Erstes Neckarsulmer Motorrad, 1902

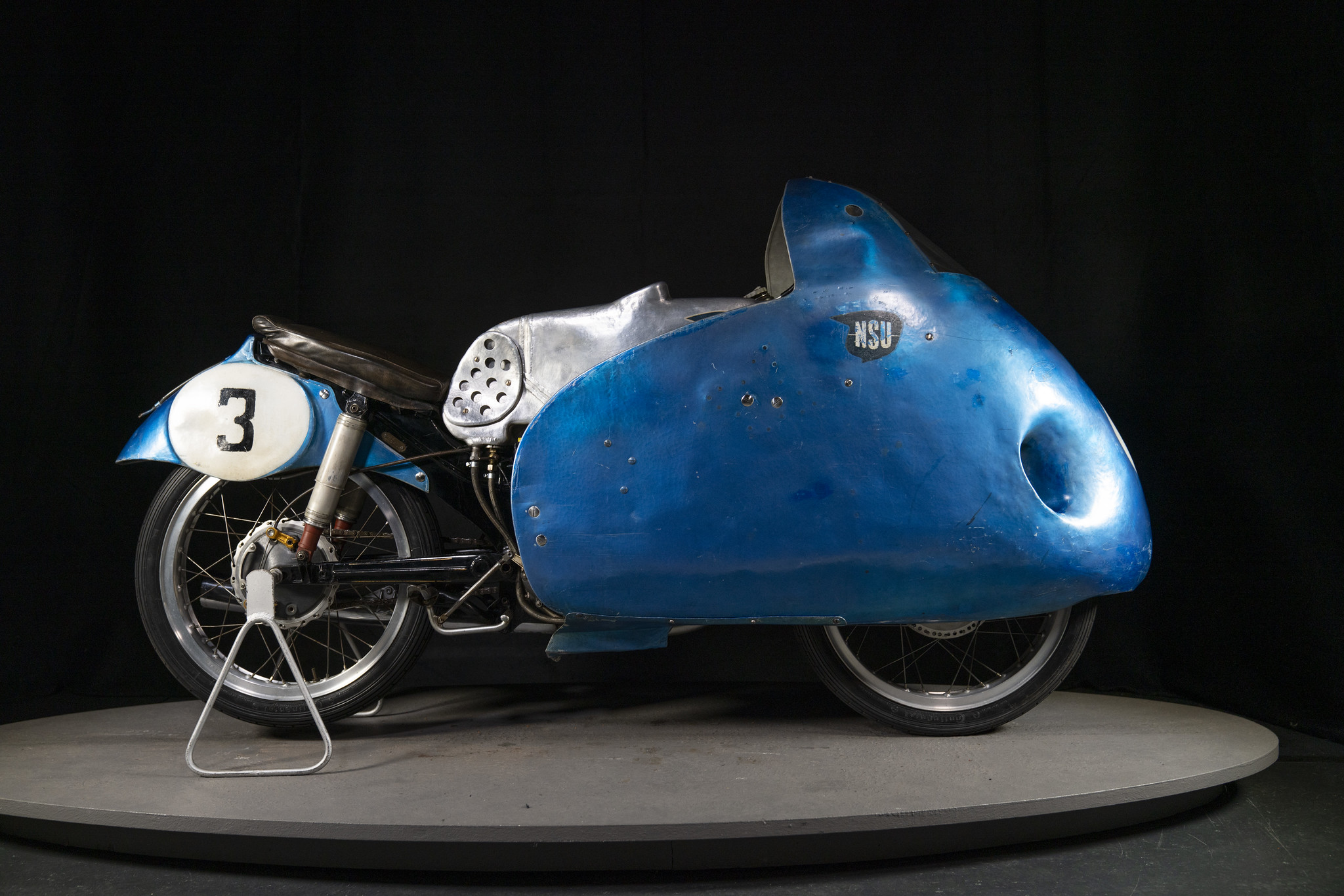
NSU Rennfox Blauwal, 1954

### NSU-Museum
Das NSU-Museum zeigt mit ausgewählten Exponaten die Entwicklung des ehemaligen Neckarsulmer Unternehmens. Im Untergeschoss befindet sich im Sandsteingewölbe des Deutschordensschlosses ein Überblick über die Geschichte des ehemaligen Weltmarktführers.
Das von Christian Schmidt und Heinrich Stoll gegründete Unternehmen, das 1880 nach Neckarsulm verlegt wurde, produzierte zunächst Strickmaschinen sowie ab 1886 Fahrräder und ab 1901 Motorräder. NSU wurde nach dem Zweiten Weltkrieg die größte Motorradfabrik der Welt. 1955 erreichte die Produktion mit 350.000 motorisierten Zweirädern den absoluten Höhepunkt. 1969 fusionierte NSU mit der Auto Union GmbH zur Audi NSU Auto Union AG, die heute unter dem Namen Audi AG firmiert.
Das NSU-Museum zeigt die Anfänge des Unternehmens mit dem ersten Hochrad von 1886 sowie die Entwicklung der Motorräder von 1901 bis 1938 und zwei Autos, die vor dem Zweiten Weltkrieg gebaut wurden. Die Vorkriegssammlung ist sehr umfangreich durch die Privatsammlung von Adolf Mühlich hat dieser Sammlungsbereich eine besondere Tiefe. Besonderheiten sind erfolgreiche Rennmotorräder wie die Vorkriegsrennmaschinen, die der englische Rennfahrer Tom Bullus fuhr, oder die Bullus mit Königswelle von Walter Moore.
Des Weiteren wird die Geschichte von NSU in den 1950er und 1960er Jahren präsentiert, in denen die Neckarsulmer Firma zum Weltmarktführer im Motorradbau aufstieg. Neben den bekannten Alltagsmodellen ist ein großer Teil der NSU-Ausstellung der Nachkriegsrenngeschichte gewidmet. Hier werden u. a. eine Sportmax von 1955 und eine Rennfox „Blauwal“ von 1954 präsentiert, mit der Werner Haas Deutscher Meister und Rupert Hollaus Weltmeister wurde. Hier kann man sowohl die Motorräder der Baureihen Fox, Lux und Max sehen als auch das NSU Quickly, das zu seiner Zeit mit 980.000 Exemplaren meistverkaufte Moped der Welt. Aber auch Autos sind hier ausgestellt: unter anderem ein NSU Prinz III von 1961, ein Spies-Prinz, ein Wankel Spider sowie ein NSU Ro 80 mit Wankelmotor. Zum Jubiläumsjahr 2023 (150 Jahre NSU) wurde die Nachkriegssammlung neu geordnet und wissenschaftlich überarbeitet.

### Rennsport-Abteilung

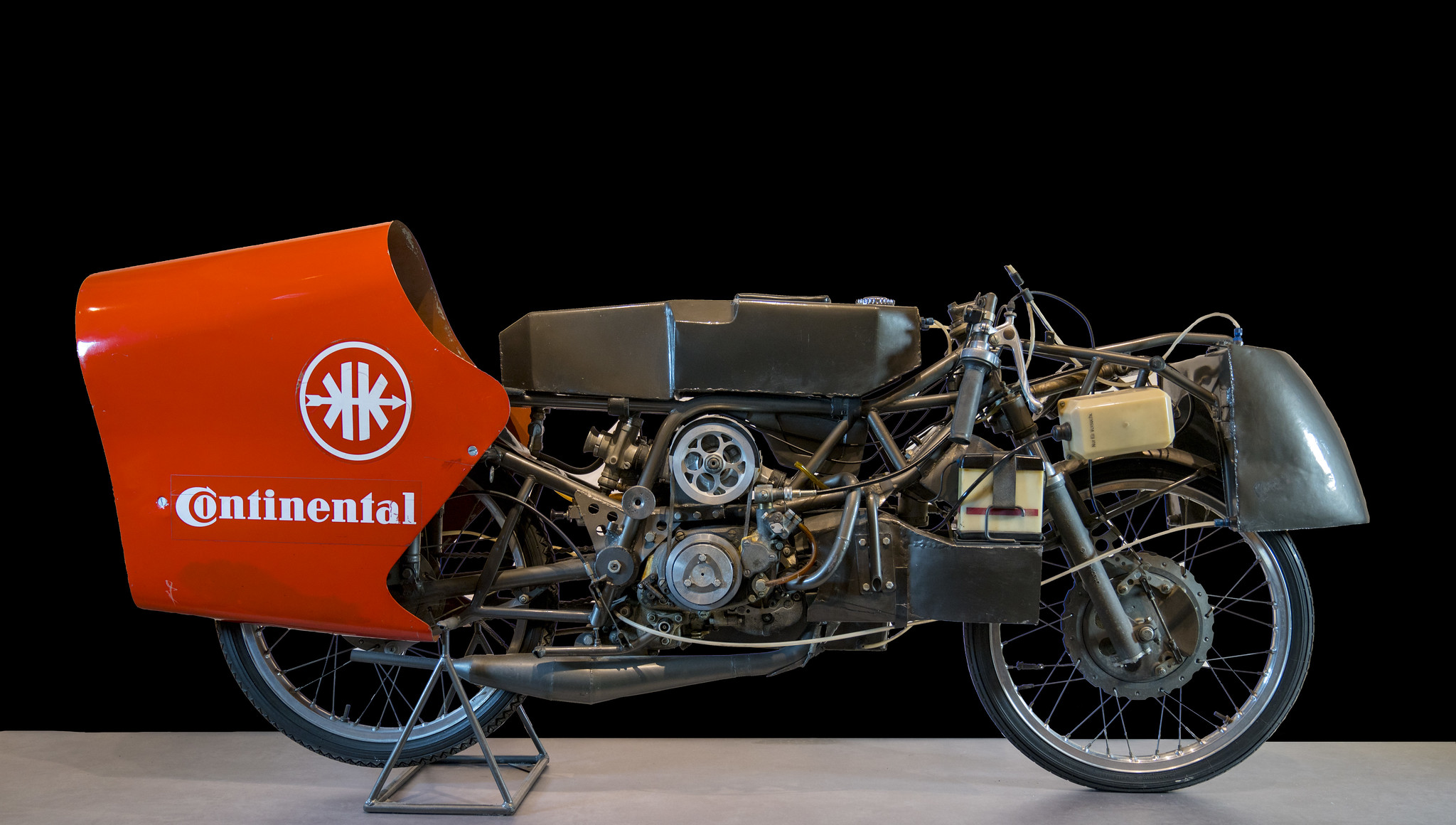
Kreidler Rekordfahrzeug

Die Rennsportabteilung zeigt verschiedene Rennmotorräder in einer stilisierten Steilbahnkurve. Besonders fallen dabei die Kompressor-Boliden aus den 1930er- und 1940er-Jahren von BMW, DKW und NSU auf. Diese und andere Raritäten wurden unter anderem von Tom Bullus, Georg Meier, Heiner Fleischmann, Wilhelm Herz, H. P. Müller, Werner Haas, Dieter Braun, Toni Mang, Manfred Herweh gefahren.
Zusätzlich beherbergt dieser Raum u. a. die „BMW Enduro“, mit der Gaston Rahier die Rallye Paris-Dakar 1985 gewann sowie eine Zementbahnrennmaschine, eine Eisspeedwaymaschine und weitere Geländesportmotorräder. Bemerkenswert sind außerdem die zwei Dragster des Holländers Henk Vink. Sein Rocket-Bike mit einem Peroxyd-Raketenmotor mit einer Leistung von 2000 PS kann auf eine Geschwindigkeit von über 400 km/h beschleunigt werden.

### Kreidler-Abteilung
Das Deutsche-Zweirad- und NSU-Museum präsentiert in einer eigenen Abteilung die ehemalige Werkssammlung des Kreidlermuseums Kornwestheim. Dies ist seit der Schließung als Dauerleihgabe im Museum verankert. Neben den bekannten Alltagsfahrzeugen der Kreidler-Florett sind die Rekordfahrzeuge der schwäbischen Firma zu bestaunen. Mit dabei ist u. a. die so genannte „Kreidler-Zigarre“ von 1965. Mit dieser stellte Rudolf Kunz mehrere Geschwindigkeitsweltrekorde in der Großen Salzwüste von Utah (USA) auf.

## Sonderausstellungen
In den jährlich wechselnden Sonderausstellungen werden einzelne Motorradfirmen oder Epochen, Bautypen etc. beleuchtet. Seltene und wertvolle Exponate aus Privatsammlungen und anderen Museen bieten einen guten Einblick in die Geschichte der Mobilität auf zwei Rädern und die Renngeschichte.

## Kino-Forum
Das moderne Kino-Forum präsentiert den Film „Bike-Experience“, der in das Gefühl des Motorradfahrens einführt sowie Filme, die das Fahren mit einer NSU-Bullus auf der Silitude-Strecke sowie mit einer NSU-RD bei den Auerberg Klassiks zeigen. Im Kino/Forum ist eine Original-Kreidlerfilmdoku des Rekords zu sehen sowie ein Zusammenschnitt der Beteiligung bei historischen Rennen der Live and Loudtour 2024. Der Raum bietet auch Platz für Veranstaltungen.

## Eindrücke von den verschiedenen Abteilungen

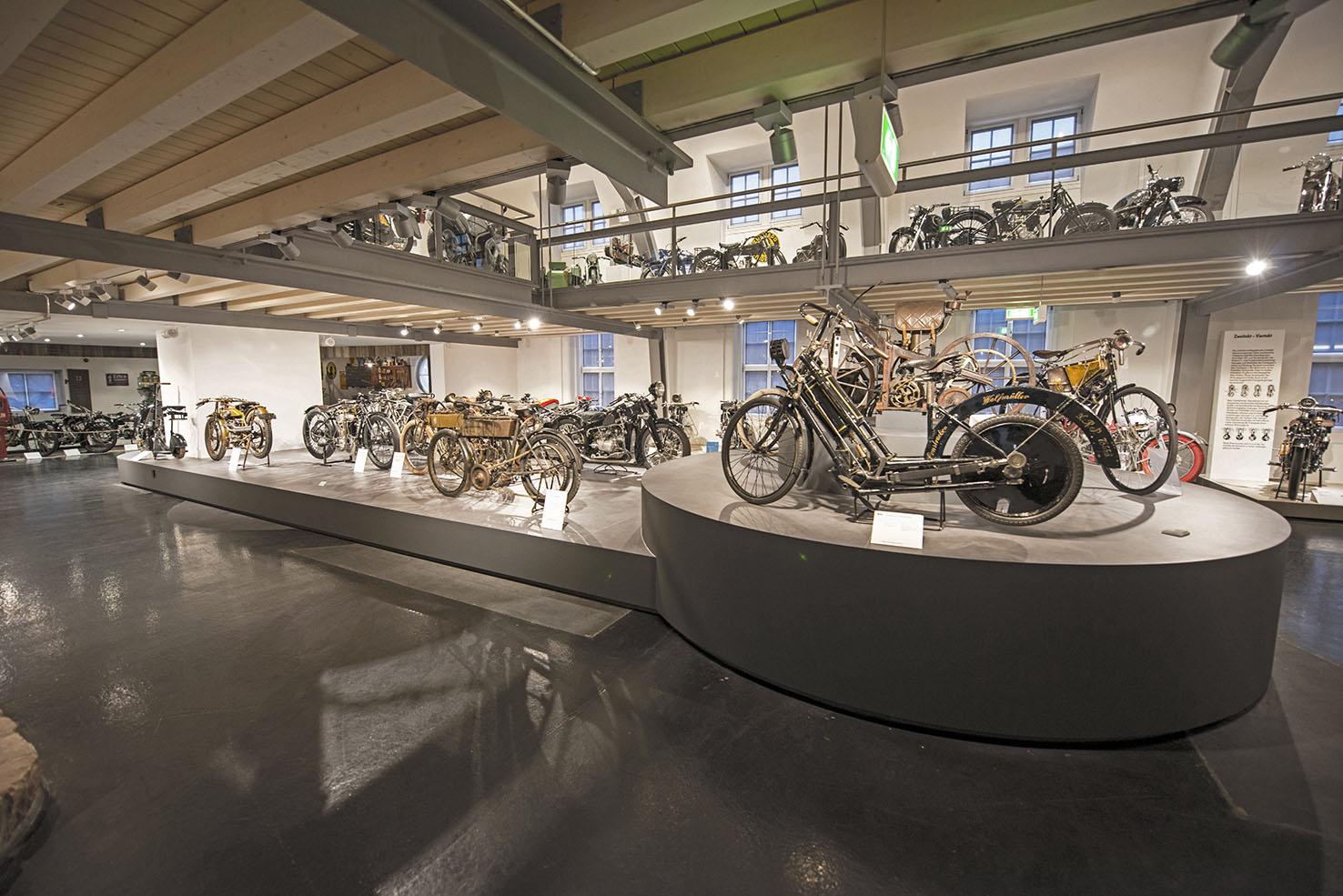
Pioniere der Mobilität auf zwei Rädern
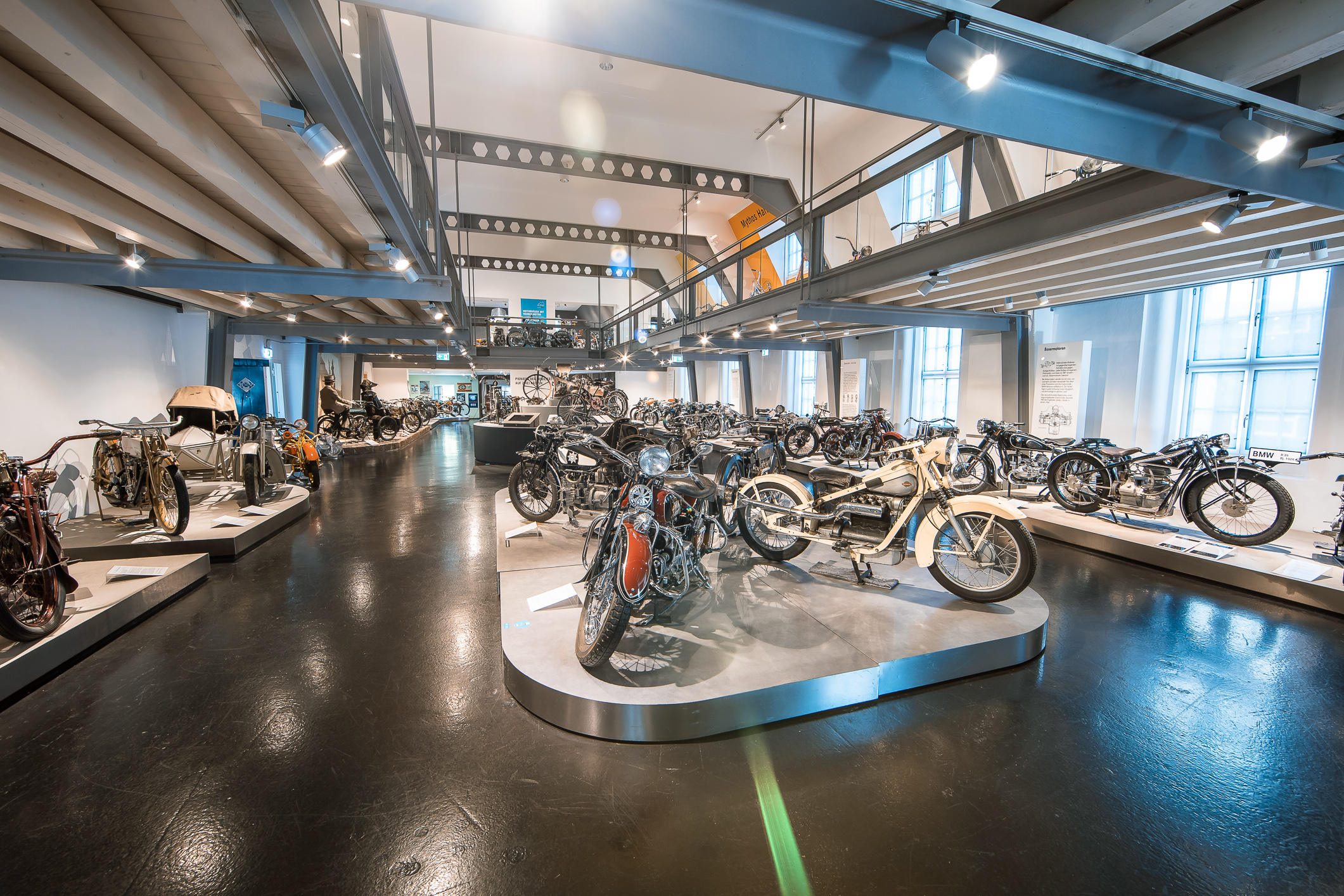
Einblick in das 1. Obergeschoss
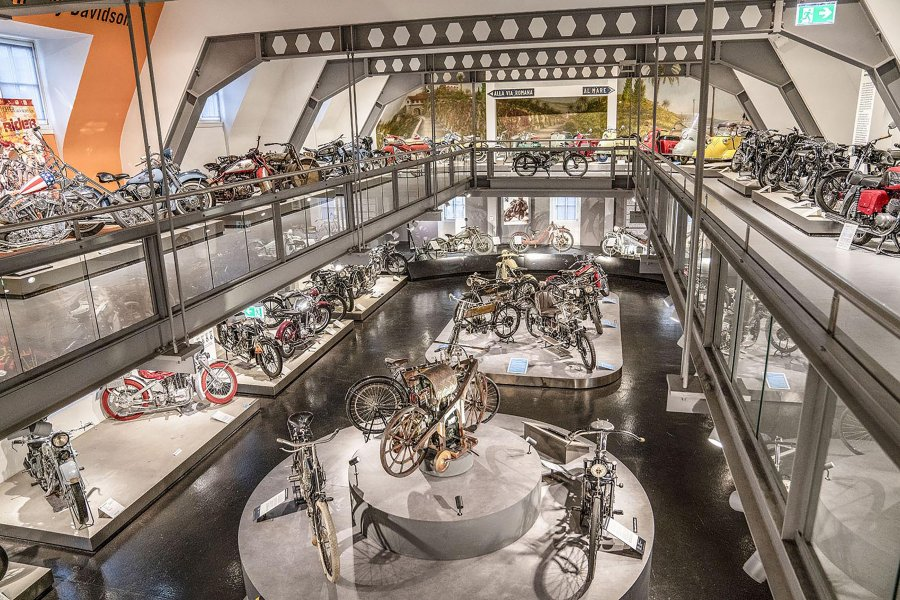
Blick in die Sammlung vom 2. Obergeschoss aus gesehen
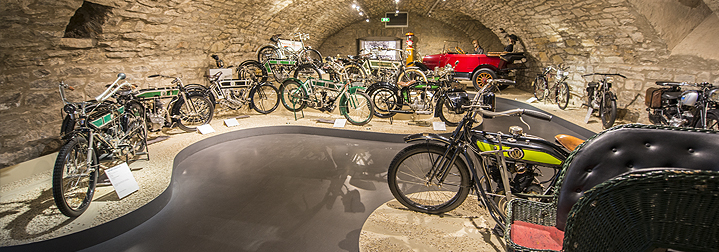
Vorkriegs-NSU-Sammlung
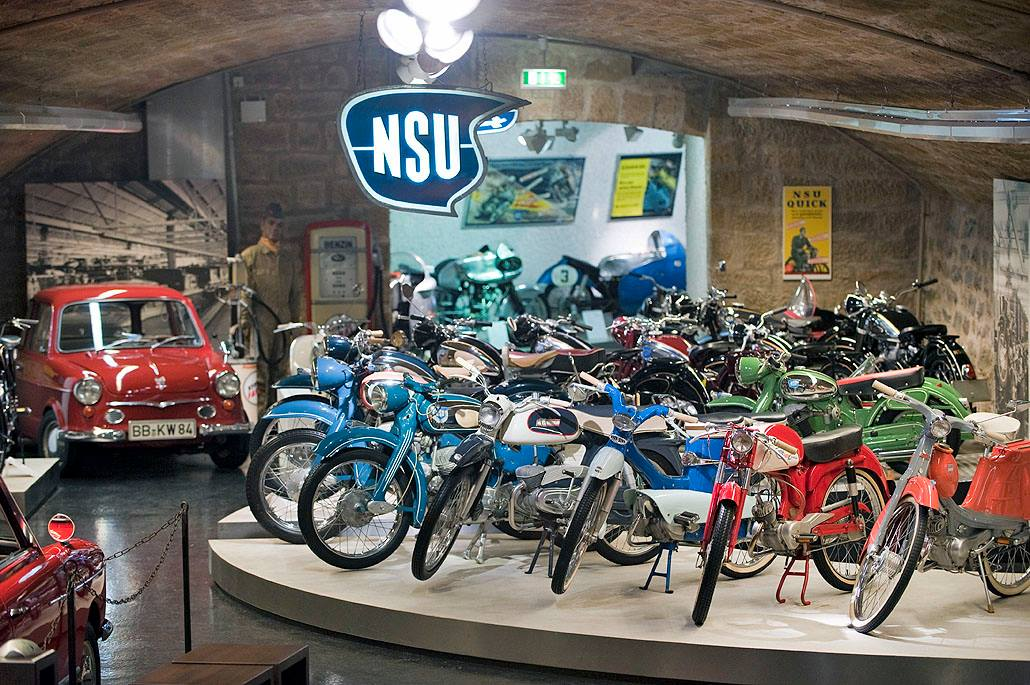
Nachkriegssammlung der Firma NSU
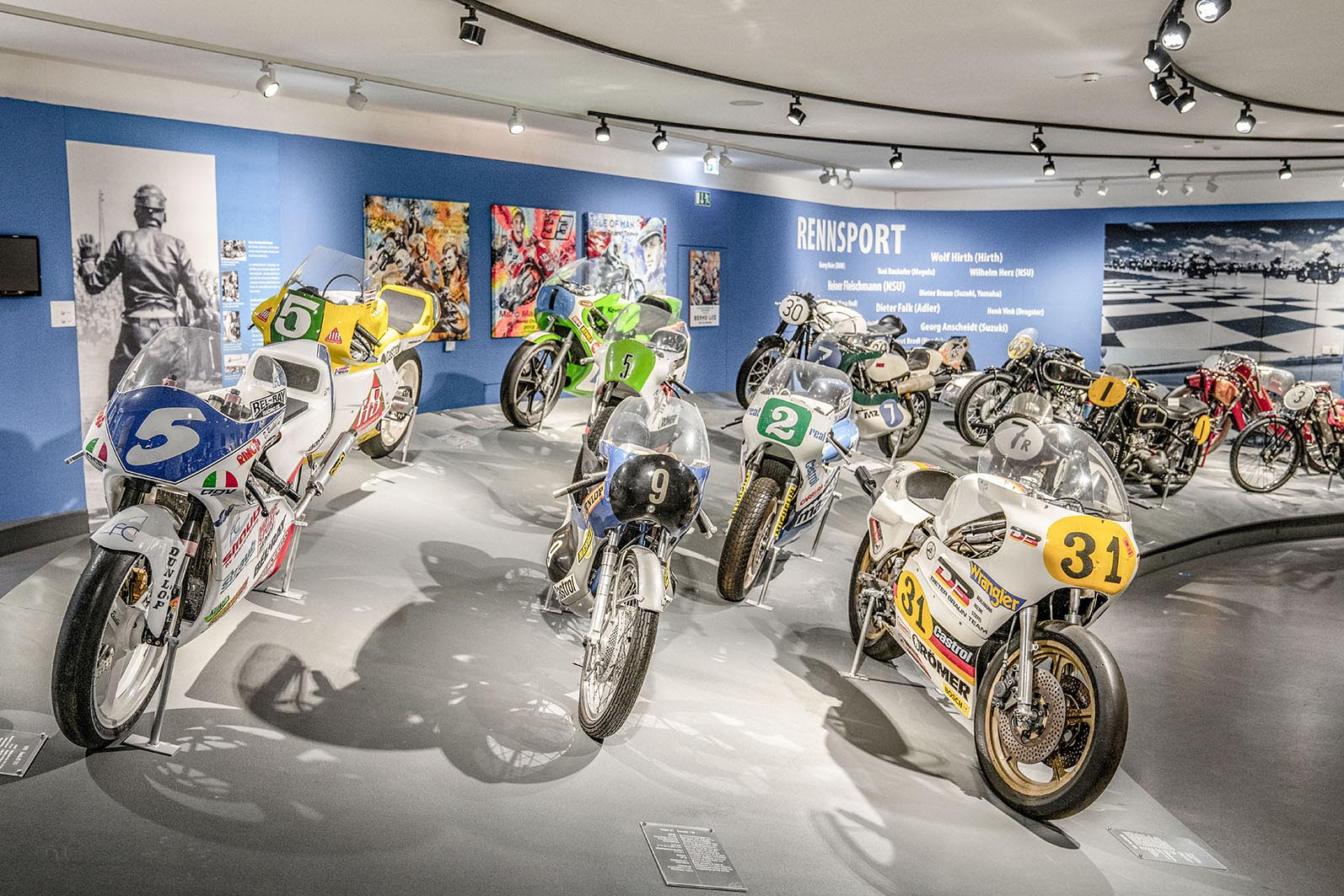
Rennsportabteilung
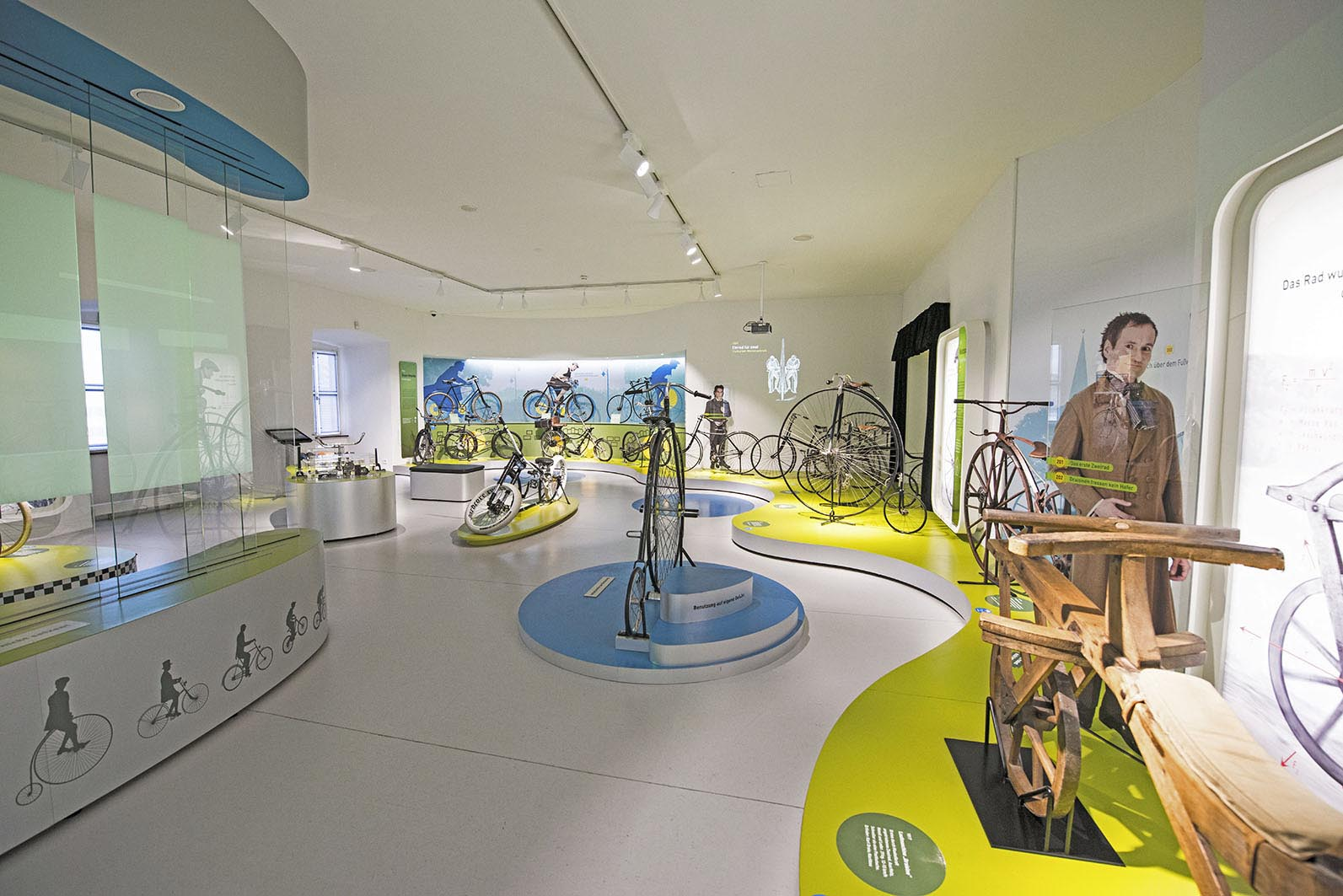
Fahrradabteilung
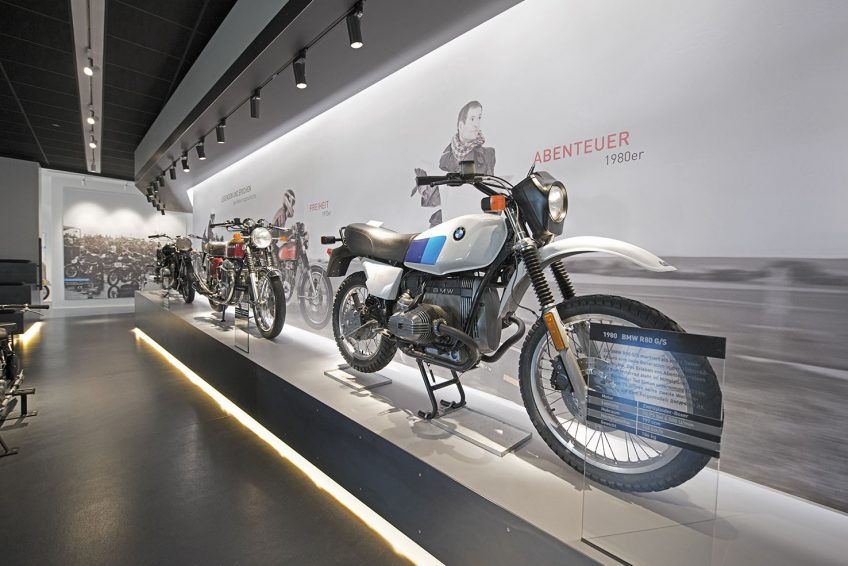
Legendenvitrine, Kino-Forum

## Publikationen
- Kataloge: Zweiradexoten _ Ausstellungsbroschüren
- Katalog: Rekordjagd auf zwei Rädern, Hrsg. Deutsches Zweirad- und NSU-Museum, 2019
- Katalog: Rennlegenden 1960–1985, Hrsg. Deutsches Zweirad- und NSU-Museum Neckarsulm, 2020
- Katalog: Rennmythen 1930–1960, Hrsg. Deutsches Zweirad- und NSU-Museum Neckarsulm, 2021
- Bildband: 125 Motorräder, Das Deutsche Zweirad- und NSU-Museum präsentiert 125 Motorrad-Highlights aus seiner Sammlung, 350 Seiten, Hrsg. Deutsches Zweirad- und NSU-Museum Neckarsulm, 2021, ISBN 978-3-00-069536-0.
- Katalog: Pioniere des Rennsports 1900–1930, Hrsg. Deutsches Zweirad- und NSU-Museum Neckarsulm, 2021
- Katalog: Innovation. Wagemut. Transformation, Hrsg. Deutsches Zweirad- und NSU-Museum und Audi Tradition, und Audi Tradition, 175 Seiten, 2023
- Katalog: MADE IN ENGLAND, Hrsg. Deutsches Zweirad- und NSU-Museum Neckarsulm, 87 Seiten mit Bildmaterial, 2024

## Ausgewählte Exponate

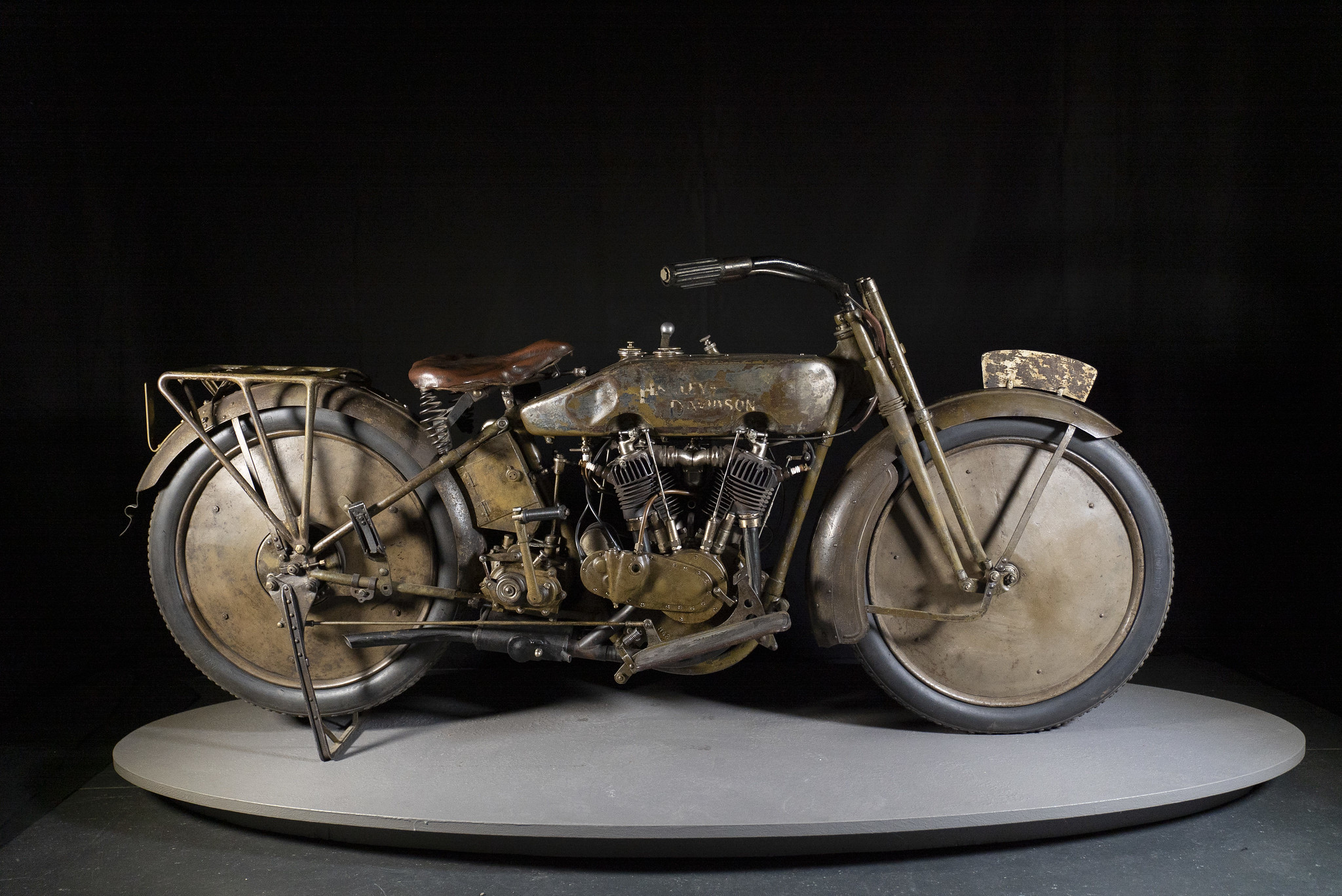
Harley-Davidson Modell J, 1917
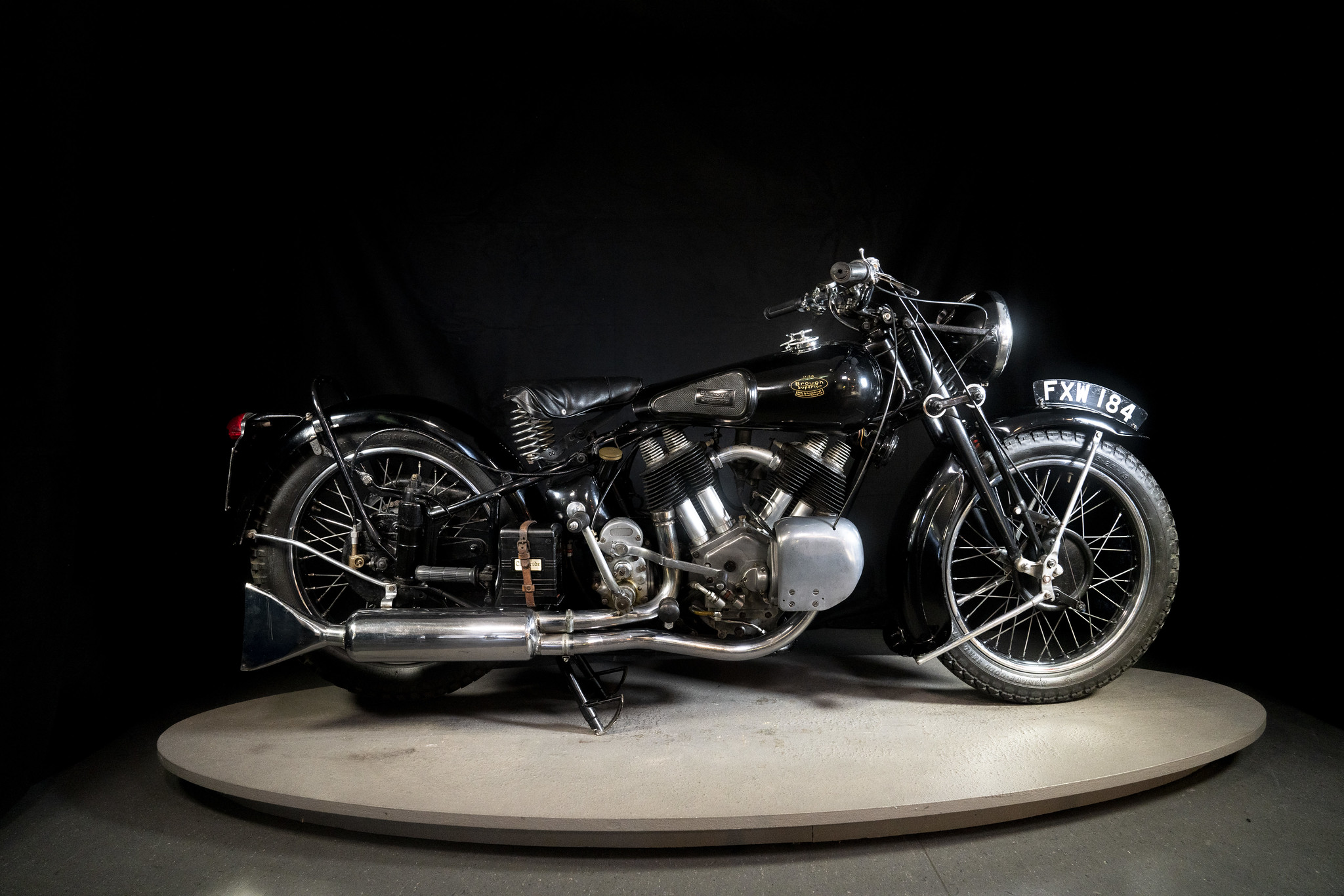
Brough Superior, 1939
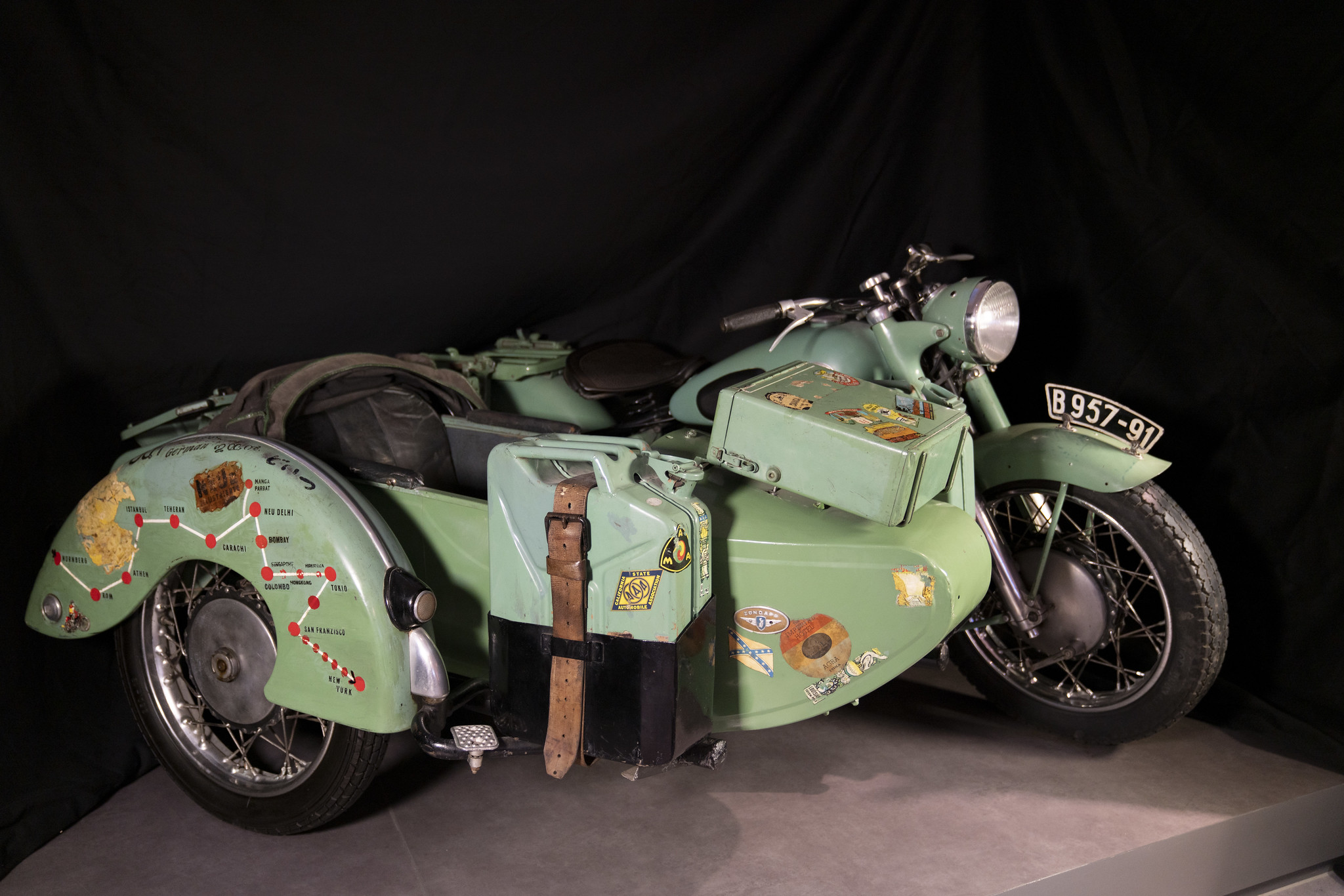
Zündapp KS 601 „Der Grüner Elefant“, 1952/1953
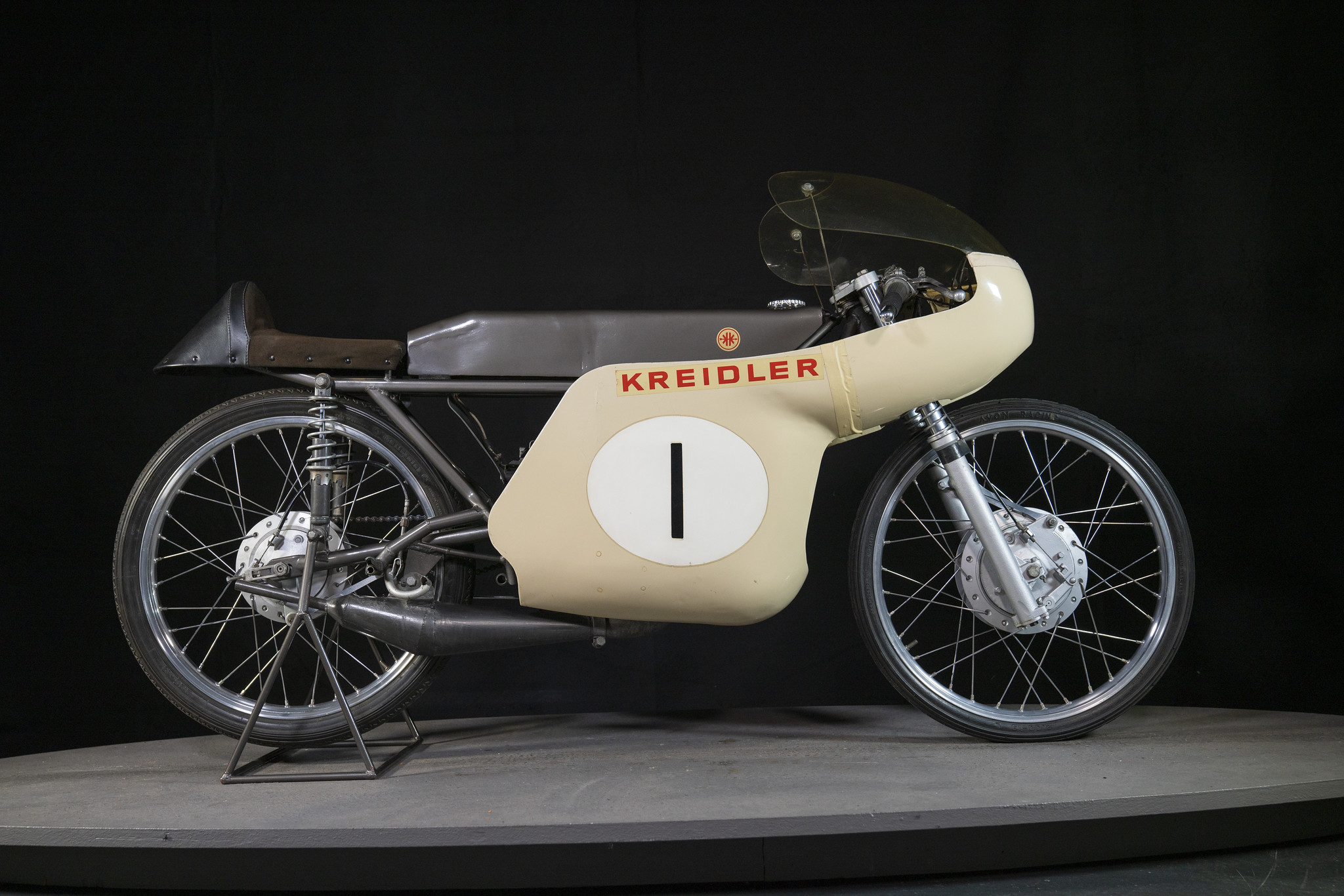
Kreidler GP „Renn-Florett“, 1963
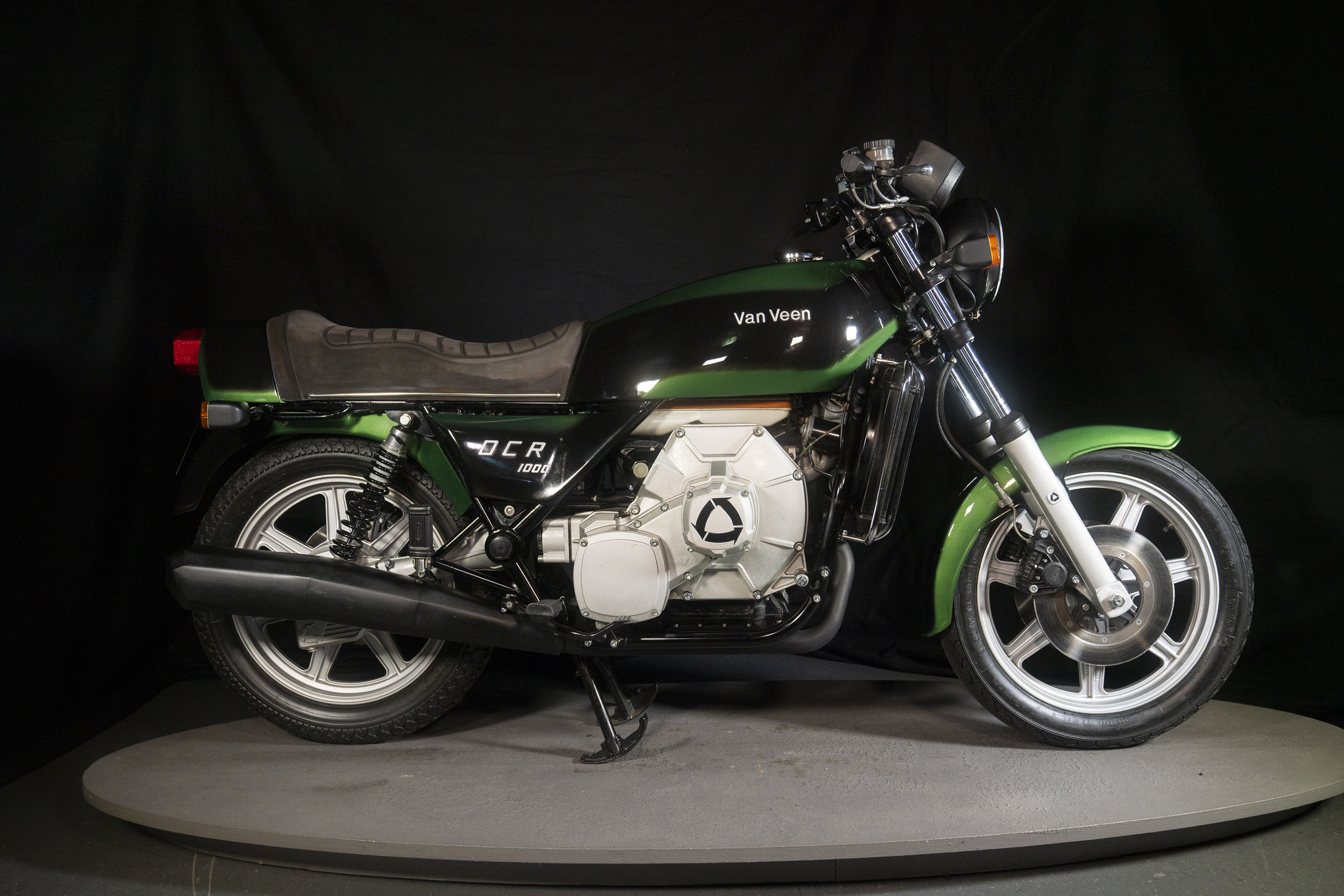
Van Veen OCR 1000 mit Wankelmotor, 1976–1978
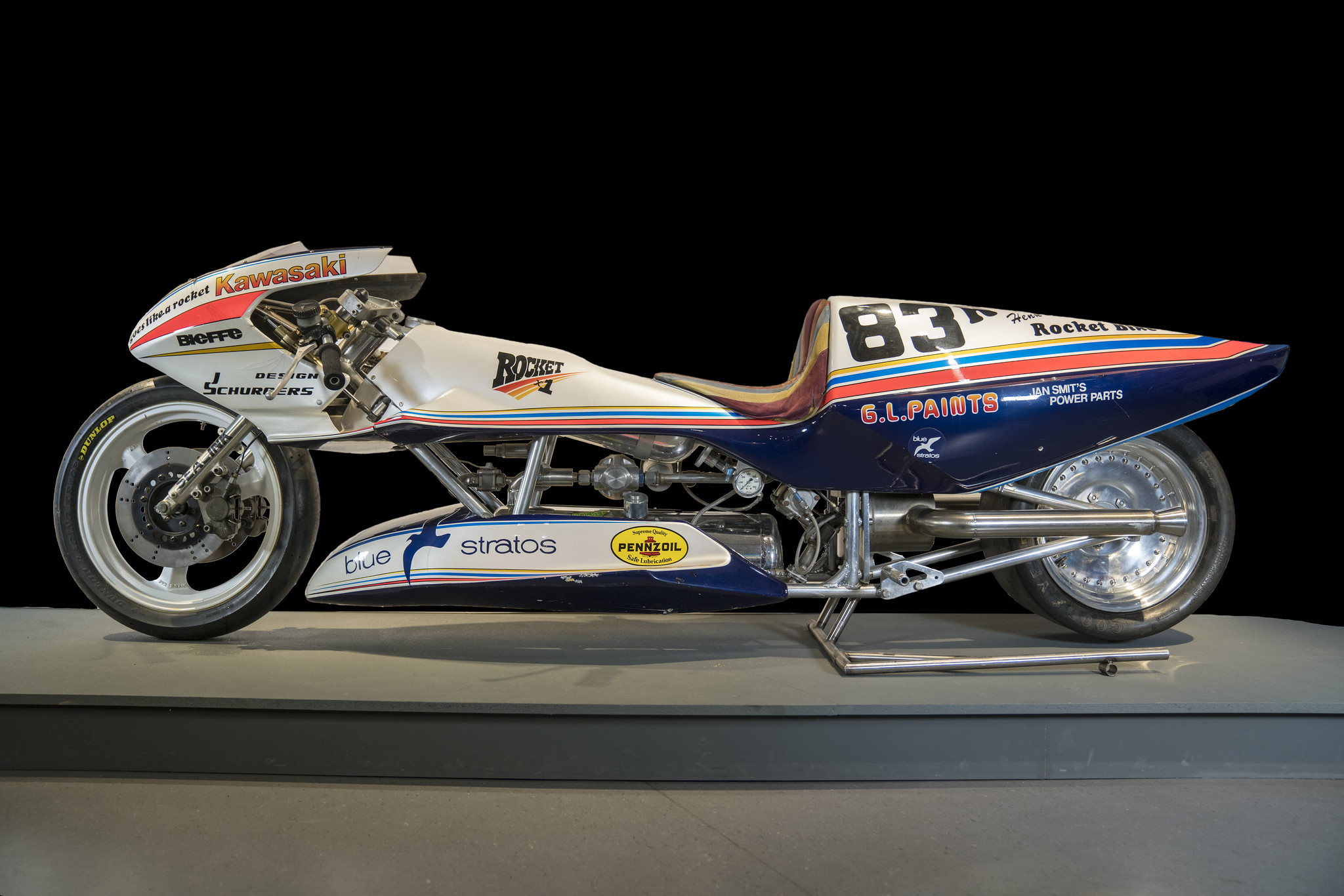
Rocket Bike Henk Vink, 1984
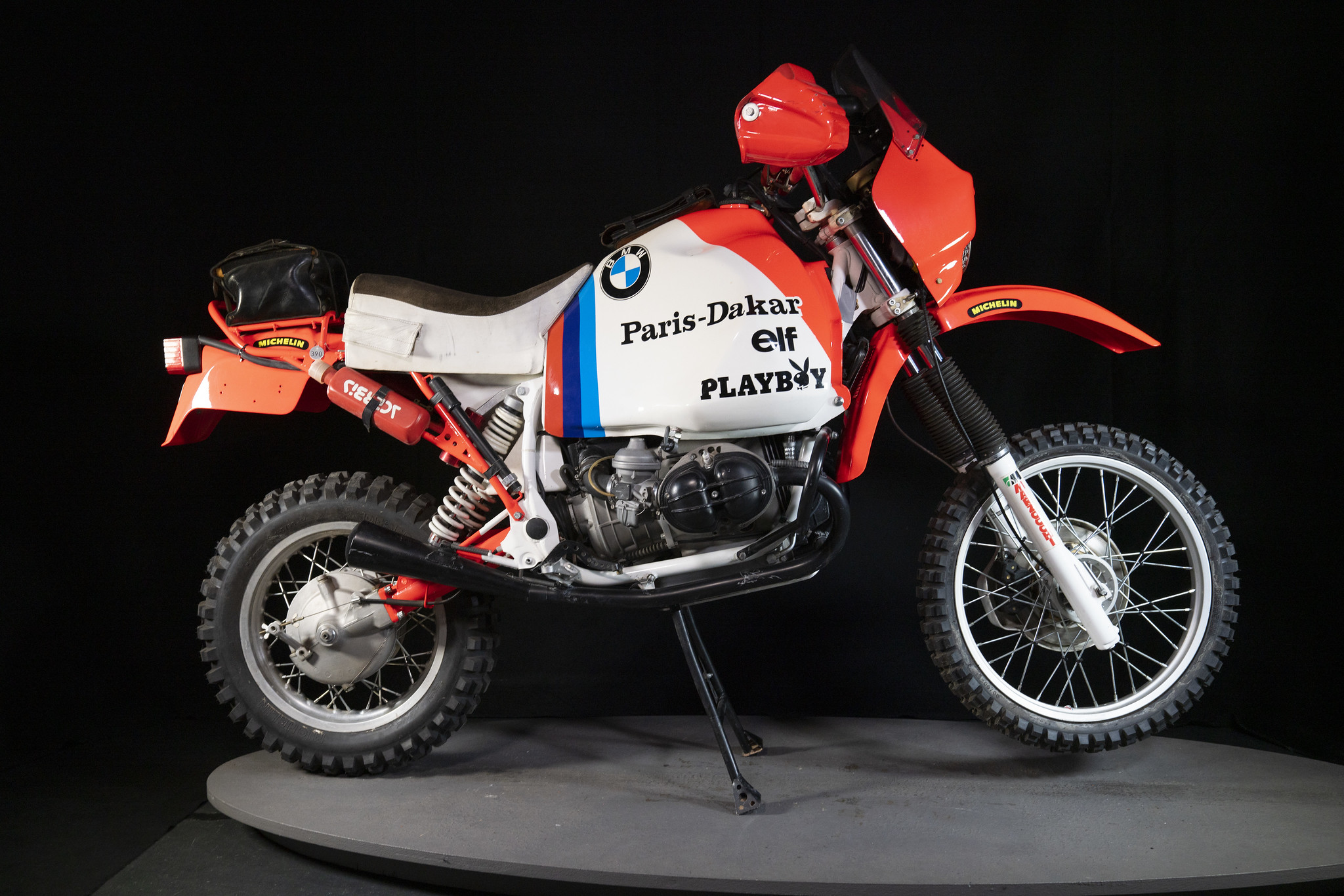
BMW GS Rallye Paris-Dakar, 1985
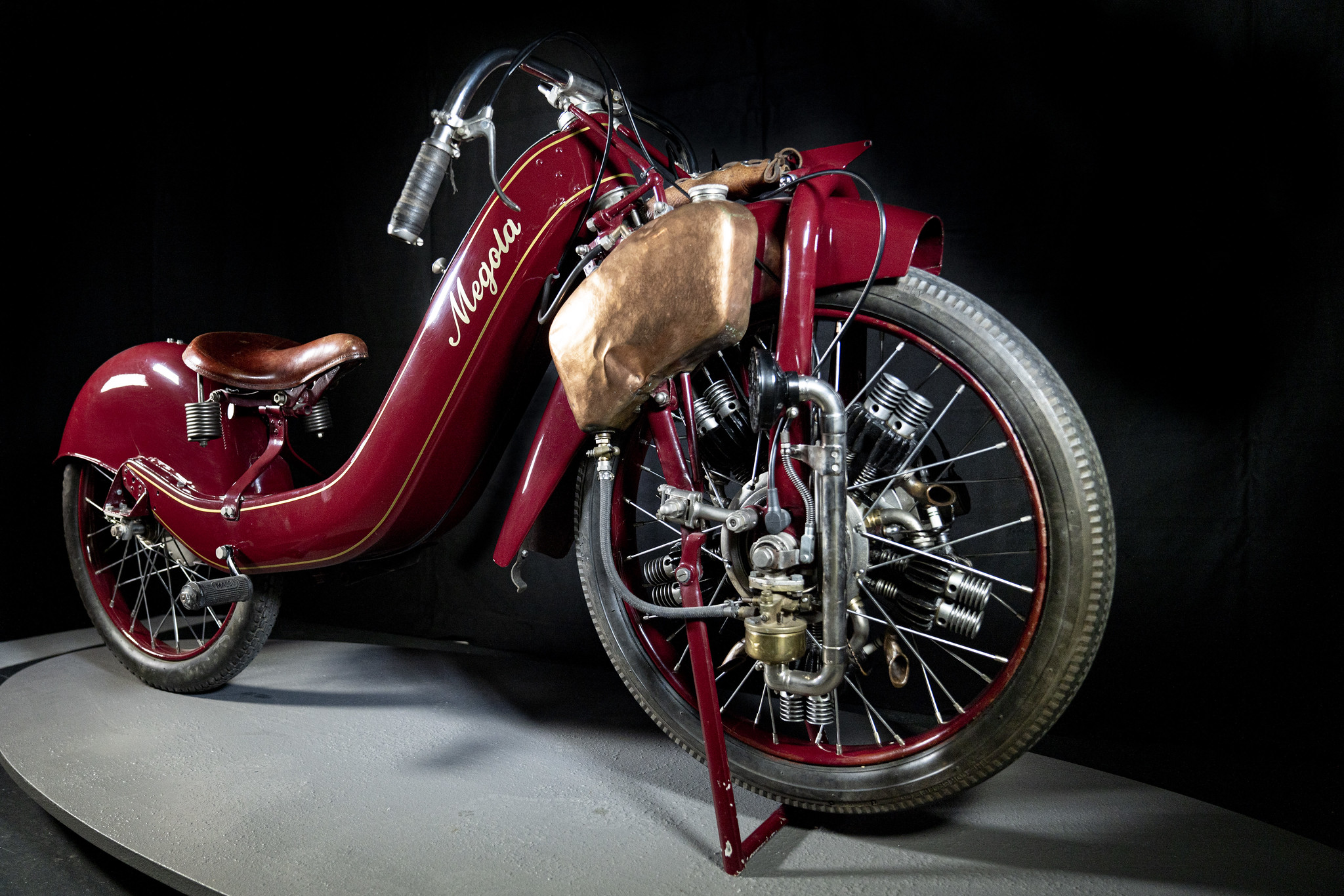
Megola Sport